# Renate Heinisch

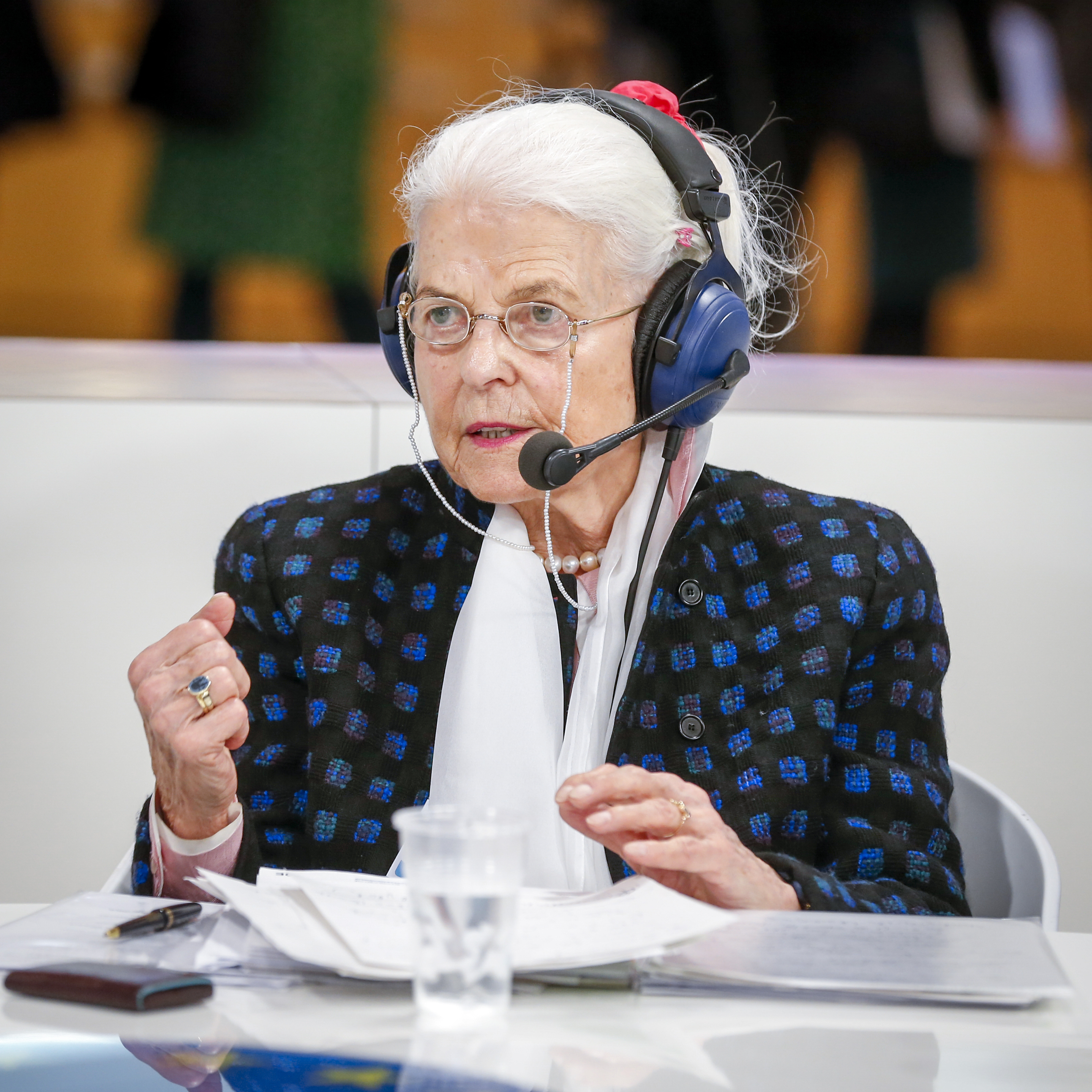
Renate Heinisch

Renate Charlotte Heinisch (* 15. Dezember 1937 in Boxberg) ist eine deutsche Apothekerin und ehemalige Politikerin der CDU.

## Leben
Heinisch besuchte die Volksschule in Boxberg und das Deutschorden-Gymnasium Bad Mergentheim, danach studierte sie Pharmazie in Wien und Würzburg, daneben war sie als Praktikantin tätig. Am Institut für Pharmakognosie der Universität Würzburg promovierte sie im Biopharmazie zur Dr. rer. nat. und arbeitete anschließend als wissenschaftliche Assistentin. Später war sie an den Universitäten in Mainz und Konstanz, an der ETH Zürich sowie in der Pharmazeutischen Industrie bei der Firma Heinrich Mack in Illertissen tätig, 1972 machte sie sich als Apothekerin selbstständig.

## Politik
In der CDU hatte Heinisch verschiedene führende Ämter inne, etwa als Vorsitzende des Stadtverbandes Boxberg und der Frauen-Union in Nordwürttemberg sowie als Vorstandsmitglied im Kreis- und Bezirksverband, von 2000 an im Bundesvorstand der Senioren-Union. Daneben war sie Vorsitzende der Europa-Union im Main-Tauber-Kreis und gehörte mehreren Kommissionen und Beiräten der baden-württembergischen Landesregierung an.
Heinisch wurde bei den Europawahlen 1994 ins Europäische Parlament gewählt, dem sie eine Wahlperiode lang bis 1999 angehörte. In dieser Zeit war sie Vizepräsidentin der parlamentarischen Intergruppen „Ältere Menschen“ und „Pharmazeutische Produkte“ sowie ordentliches Mitglied des Ausschusses für Kultur, Jugend, Bildung und Medien sowie der Delegationen für die Beziehungen zu den Ländern Südamerikas und zu Litauen.
Nach ihrer Zeit im Europaparlament ging sie in die Lokalpolitik und gehörte von 1999 bis 2004 dem Kreistag des Main-Tauber-Kreises an.
Seit 2002 wurde Heinisch von der Bundesregierung für die Bundesarbeitsgemeinschaft der Seniorenorganisationen (BAGSO) in den Europäischen Wirtschafts- und Sozialausschuss (EWSA) berufen und vom Rat der Europäischen Union ernannt worden.

## Engagement
Von 1987 bis 1993 war Heinisch Vorsitzende des Landeselternbeirats Baden-Württemberg, danach gründete sie den Elternverein Baden-Württemberg, dessen Vorsitz sie ebenfalls übernahm. Nebenher war sie stellvertretende Vorsitzende des Bundeselternrats und gehörte der Europäischen Elterngemeinschaft an und engagierte sich auch in der Schulpolitik. Nach der Wiedervereinigung wirkte sie am Aufbau der Elternarbeit in Sachsen mit. Sie war von 1991 bis 1994 Mitglied des Staatsgerichtshofs Baden-Württemberg in der Gruppe „ohne Befähigung zum Richteramt“. Zudem war sie ehrenamtliche Richterin am Verwaltungsgericht Stuttgart und am Sozialgericht Heilbronn.

## Ehrungen
- 1990: Ehrennadel des Landes Baden-Württemberg
- 1993: Bundesverdienstkreuz am Bande
- 2000: Bundesverdienstkreuz 1. Klasse
- 2007: Konrad-Adenauer-Medaille der CDU
- 2012: Goldene Nadel der Europa-Union